# Sesia-Klasse
Die Sesia-Klasse war eine Klasse von vier hochseetüchtigen Landungsschiffen der italienischen Marine (Regia Marina), die aus Gründen militärischer Geheimhaltung offiziell as Wassertanker (motocisterne per acqua (MC)) bezeichnet wurden. Da die Sesia im Jahr 1937 bei Massaua im Roten Meer eine Anzahl von Landungsübungen durchführte, klassifizierten Jane’s Fighting Ships bereits 1937 und die französische Revue Maritime 1939 die Schiffe korrekt als Landungsschiffe.

## Baugeschichte und Technische Daten
Die Klasse bestand aus dem Typschiff Sesia, der Garigliano und den drei Jahre später gebauten Scrivia und Tirso. Die Schiffe wurden in den Jahren 1933 bis 1937 gebaut und waren alle nach Flüssen benannt. Das Design basierte auf dem der 1927/29 gebauten Adige, deren Mängel – Bugklappe zu schmal für Fahrzeuge, Maschine zu schwach, um nach einer Landung wieder vom Strand wegzukommen – bei den neuen Schiffen abgestellt wurden. Sie waren etwa ein Drittel länger und schwerer als die Adige.
Die Sesia und die Garigliano wurden im Frühjahr 1933 auf Kiel gelegt und 1934 in Dienst gestellt. Die Tirso und die Scrivia folgten drei Jahre später: die Tirso stellte am 17. August, die Scrivia am 18. Oktober 1937 in Dienst. Die Schiffe waren 65–66 m lang und 10,05 m breit. Ihr Tiefgang war maximal 4,2 m am Heck, 0,5 m am Bug. Die Wasserverdrängung betrug rund 1000 Tonnen, etwa 1450 t maximal. Zwei Dieselmotoren von jeweils 300 bis 315 PS erlaubten eine Höchstgeschwindigkeit von 10,5 Knoten. Die Reichweite betrug 5.000 Seemeilen bei 6 Knoten Marschgeschwindigkeit, 4000 Seemeilen bei 8 Knoten oder 2700 Seemeilen bei 10 Knoten. Die Schiffe waren mit vier 13,2-mm-MG bewaffnet. 1938/39 wurde die Bewaffnung geändert und bestand nunmehr aus zwei 20-mm-MG L/65 und drei 8-mm-MG. Bei Mineneinsätzen konnten bis zu 118 Minen aufgenommen werden. Sie konnten jeweils mehr als 1000 Mann Truppen oder aber auch Radfahrzeuge und leichte Panzer befördern und über eine 2,7 m breite und 13 m lange, elektrisch betriebene Bugrampe anlanden. An flachen Stränden konnte das halbwegs unter dem Vorderschiff befindliche Bugruder eingezogen werden. Im Heck befand sich ein Ballasttank, der geflutet werden konnte, um den Tiefgang am Bug bei Bedarf noch weiter zu verringern.

## Einsatzgeschichte
Die Sesia und die Garigliano wurden bereits im Abessinienkrieg im Roten Meer eingesetzt. Im April 1939 nahmen alle vier Schiffe an der italienischen Invasion von Albanien teil. Am 10. Juni 1940, als Italien in den Krieg eintrat und in Südfrankreich einmarschierte, lag die Scrivia in Pula, die drei anderen in Tarent. Die Sesia, die Garigliano und die Tirso verlegten dann nach Valona in Südalbanien, um beim Angriff auf Griechenland Ende Oktober 1940 mit der sogenannten Forza Navale Speciale eine geplante Anlandung von Truppen auf Korfu durchzuführen, die aber wegen schlechten Wetters abgesagt werden musste. Im August 1941 wurden die vier Schiffe nach Livorno verlegt, um für eine geplante Invasion von Korsika bereitzustehen. Dazu wurden sie mit einer zusammensetzbaren Heeres-Pontonbrücke von 70 m Länge ausgestattet, die dem Strand vorgelagerte Sandbänke überqueren sollte und innerhalb von 19 Minuten nach Grundberührung gebrauchsfertig sein konnte. Im Frühsommer 1942 wurden sie für die im Juli geplante, dann aber nicht durchgeführte deutsch-italienische Landung auf Malta (Unternehmen Herkules bzw. „Operazione C3“) bereitgestellt. Die Schiffe wurden dann am 11. November 1942 bei der Landung in Korsika eingesetzt, danach auch bei der kurz danach beginnenden Verlegung italienischer Truppen nach Tunesien.

## Verbleib
- Die Sesia überstand den Krieg und war bei der italienischen Marine mit der Kennung A 5375 noch bis zum 1. Juni 1972 in Dienst.
- Die Garigliano wurde am 13. September 1943 von deutschen Truppen in Besitz genommen und von der Kriegsmarine am 25. November 1943 als Minenschiff unter dem Namen Dwarsläufer in Dienst gestellt. Im Februar 1944 wurde das Schiff in Oldenburg umbenannt. Am 25. April 1945 wurde es in Genua von seiner Besatzung selbstversenkt. 1946 wurde das Schiff gehoben und unter seinem alten Namen Garigliano von der italienischen Marine wieder in Dienst gestellt. Es wurde am 1. April 1952 außer Dienst gestellt und dann abgewrackt.
- Die Scrivia wurde von ihrer Besatzung am 9. September 1943 in La Spezia versenkt, um nicht in deutsche Hand zu fallen.
- Die Tirso diente noch bis zum 21. Dezember 1948 in der italienischen Marine, wurde dann als Reparationsleistung an Frankreich abgegeben und fuhr dort unter dem Namen Herault bis in die späten 1950er Jahre.